# Meat (album)
Meat è un album in studio del cantautore canadese Hawksley Workman, pubblicato nel 2010.

## Tracce
1. Song for Sarah Jane
2. French Girl in L.A.
3. Chocolate Mouth
4. Baby Mosquito
5. You Don’t Just Want to Break Me
6. The Government
7. Depress My Hangover Sunday
8. Tokyo Bicycle
9. The Ground We Stand On
10. (We Ain’t No) Vampire Bats
11. We’ll Make Time (Even If There Ain’t No Time)